# Jon Stead
Jonathan Graeme Stead (Huddersfield, 7 aprile 1983) è un allenatore di calcio ed ex calciatore inglese, di ruolo attaccante.

## Palmarès

### Club

#### Competizioni nazionali
- FA Trophy: 1

Harrogate Town: 2019-2020